# Скипетр с армиллярной сферой

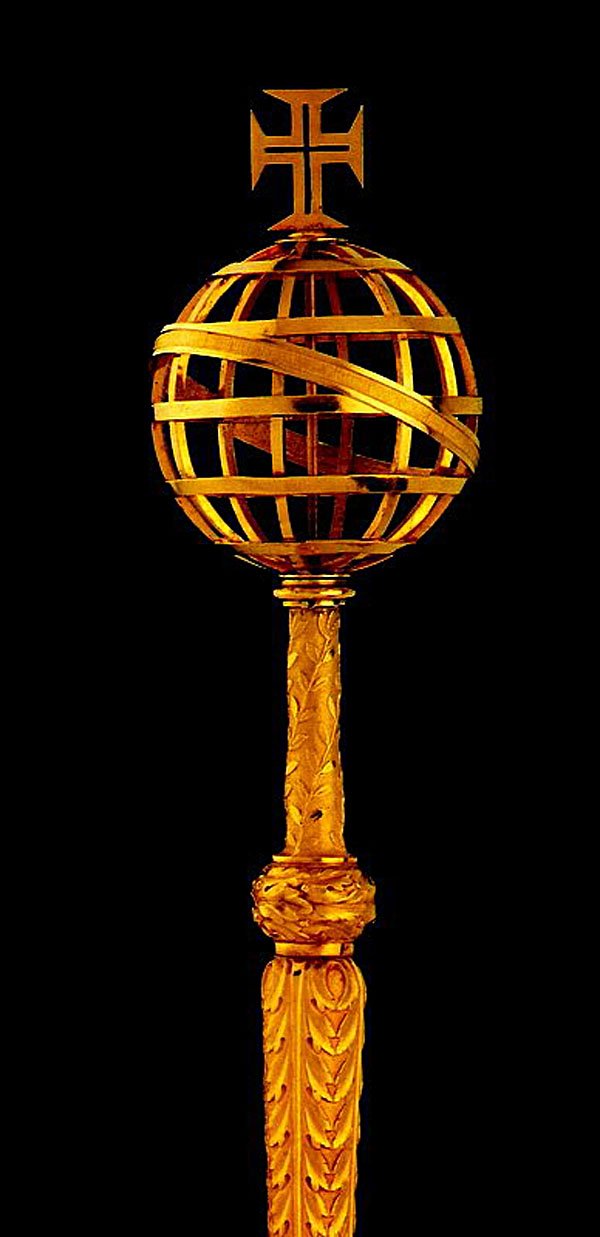
Скипетр с армиллярной сферой

Скипетр с армиллярной сферой, известный также как «Скипетр Соединённого Королевства Португалии, Бразилии и Алгарви» (порт. Ceptro Armilar; Ceptro do Reino Unido de Portugal, do Brasil, e dos Algarves) — часть королевских регалий Португалии.

## История
Скипетр был изготовлен для коронации короля Жуана VI, носившего в то время титул короля Соединённого Королевства Португалии, Бразилии и Алгарви, в 1817 году. Наряду с другими королевскими регалиями — короной и мантией, скипетр был сделан в мастерской королевского ювелира, Дона Антонио Гомеса да Силва, в Рио-де-Жанейро.
В настоящее время скипетр, вместе с другими королевскими регалиями Португалии, хранится в защищённом хранилище в Лиссабоне, во дворце Ажуда, экспозиция с королевскими регалиями закрыта для доступа посетителей.

## Описание
Скипетр изготовлен из чистого золота и имеет декоративные элементы, отражающие символику Соединенного Королевства Португалии, Бразилии и Алгарви:
- Армиллярная сфера — первоначально была символом короля Мануэла I, впоследствии стала символом колониальной Бразилии. После создания в 1815 году Соединённого Королевства Португалии, Бразилии и Алгарви изображение армиллярной сферы было размещено на государственном флаге Королевства, оно также присутствует на современных флаге и гербе Португалии;
- Орден креста Христова[англ.]- символ ордена Христа, преемника ордена тамплиеров в Португалии. Это изображение использовалось во многих элементах символики Португалии — в частности, на монетах, флагах и гербах провинций и государственных учреждений.